# König-Wilhelm-II.-Stadion
Das König-Wilhelm-II.-Stadion (niederländisch Koning Willem II Stadion) ist ein Fußballstadion in der niederländischen Gemeinde Tilburg, Provinz Nordbrabant. Es wurde an der Stelle des alten Tilburger Stadions erbaut, das 1992 abgerissen wurde. Offiziell eröffnet wurde die Spielstätte am 31. Mai 1995. Am 30. Januar 2009 fügte man dem Stadionnamen „König“ hinzu, zum Andenken an König Wilhelm II. der Niederlande.
Es bietet 14.750 Sitzplätze, die komplett überdacht sind und verfügt über eine Rasenheizung. Im Jahr 2000 wurde die Arena um
- 16 Business-Logen
- ein Restaurant
- einen Business-Club
- einen Konferenzraum
- ein Fan-Café
- und einen Fan-Shop

erweitert.